# Francis Edward Clark

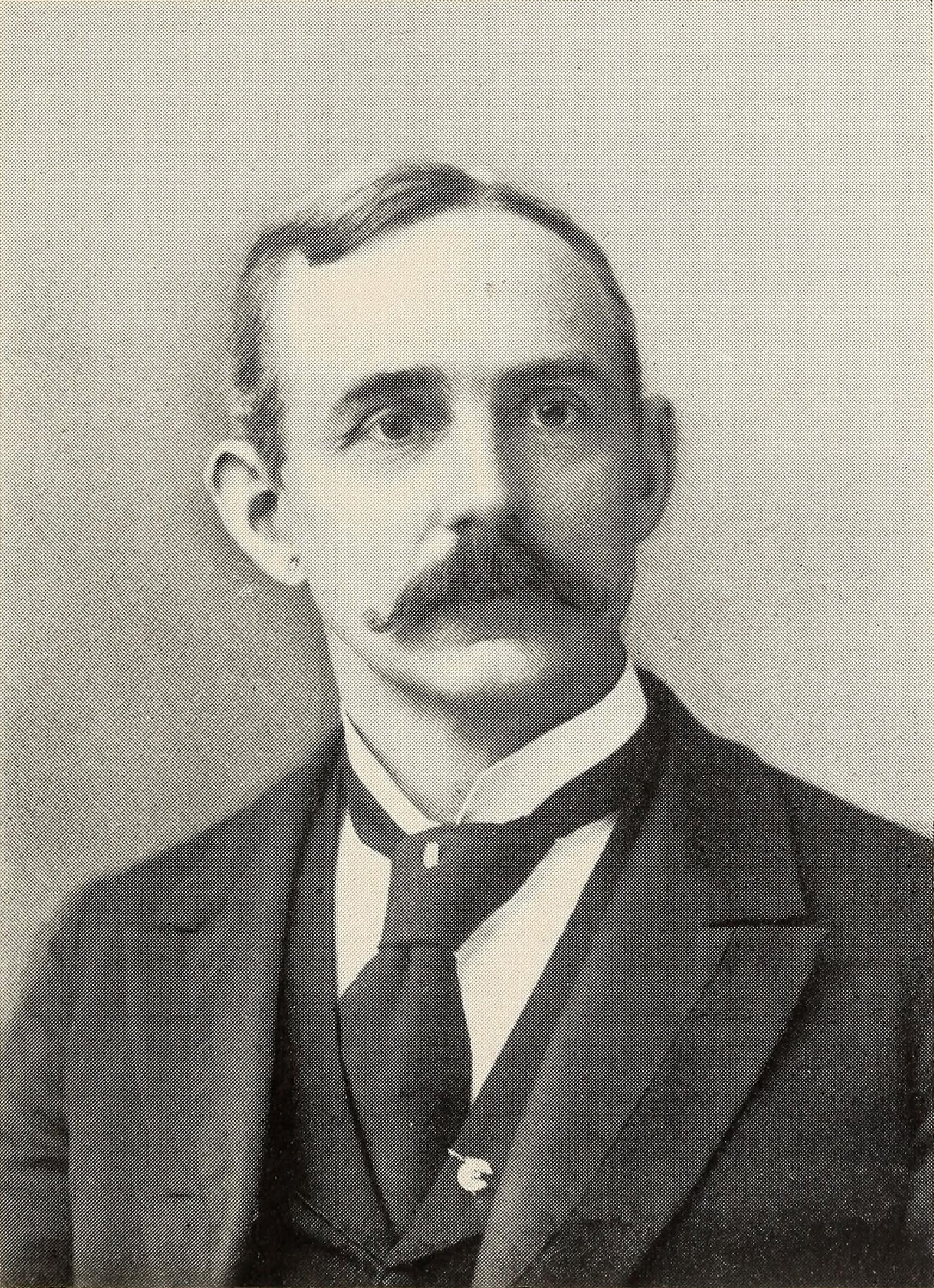
Francis Edward Clark

Francis Edward Clark  (* 12. September 1851 in Aylmer (Québec); † 26. Mai 1927 in Auburndale (Massachusetts)) war ein US-amerikanischer Pastor und der Gründer des internationalen christlichen Jugendverbandes Christian Endeavour (CE).

## Leben
Clarks Vorfahren stammten aus Neuengland. Nach dem Tod seines Vaters Charles C. Symmes im Jahr 1853 wurde er im Alter von acht Jahren von seinem Onkel, dem Pastor E.W. Clark, adoptiert, dessen Nachnamen er annahm.
Er erwarb 1873 einen Abschluss am Dartmouth College als auch im Jahr 1876 am „Andover Theological Seminary“. Nach seiner Ordination in einer kongregationalistischen Kirche arbeitete er von 1876 bis 1883 als Pastor an der „Williston Congregational Church“ in Portland (Maine) und von 1883 bis 1887 an der „Phillips Congregational church“ in Boston.
Am 2. Februar 1881 gründete er in Portland die „Young People’s Society of Christian Endeavour“ mit dem Bestreben, junge Menschen in seine Kirche zu integrieren. Auf seine Bemühungen hin unterzeichneten 57 junge Menschen ein Versprechen, ein nach christlichen Maßstäben ernsthaftes Leben zu führen und sich in ihrer Kirche zu engagieren. Anfänglich eine kleine Gruppe in einer einzelnen Kirche in New England, entwickelte sich CE jedoch sehr schnell zu einer interdenominationellen Organisation. Bereits 1908 verzeichnete man 70.761 Zweigvereine mit mehr als 3,5 Millionen Mitgliedern in den Vereinigten Staaten, Kanada, dem Vereinigten Königreich, Australien, Südafrika, Indien, Japan und China.
Nach 1887 widmete sich Clerk ausschließlich der Ausweitung der von ihm gegründeten Arbeit, die er als Geschäftsführer der „United Societies of Christian Endeavor“, einer Dachorganisation, leitete. Im Jahr 1895 gründete Clerk die „World’s Christian Endeavor Union“, die international tätig war. Zudem war er der Herausgeber der organisationseigenen Zeitschrift Christian Endeavor World, die zunächst unter dem Titel The Golden Rule veröffentlicht wurde.
Sein Haus 379 Central Street in Auburndale (Massachusetts) wird geführt im National Register of Historic Places.

## Werke
- The Children and the Church. 1882
- Looking Out on Life. 1883
- Young Peoples Prayer Meetings. 1884
- Some Christian Endeavor Saints. 1889
- World Wide Endeavor. 1895
- A New Way Round an Old World. 1900 (Anm.: bei dem Werk handelt es sich um einen Reisebericht mit der neu eröffneten Transsibirischen Eisenbahn)
- Memories of Many Men in Many Lands. An Autobiography. United Society of Christian Endeavor, Boston / Chicago 1922